# Ernest Samuels
Ernest Samuels (19 mai 1903 à Chicago, Illinois – 12 février 1996 à Evanston, Illinois) est un professeur d'université américain et un spécialiste de la littérature américaine. Il passe sa carrière à l'Université Northwestern et est surtout connu pour sa biographie d'Henry Adams, qui remporte plusieurs prix majeurs.

## Biographie
Né à Chicago, il obtient son Ph.B. en 1923 et un JD en 1926 de l'Université de Chicago. Il part dans le sud-ouest pour se remettre de la tuberculose, restant dans cette partie du pays et pratiquant le droit à El Paso, au Texas. Il retourne ensuite à Chicago, se tourne vers la littérature et obtient une maîtrise en anglais de l'Université de Chicago en 1931. Pendant la Grande Dépression de 1931 à 1937, il pratique le droit à Chicago et enseigne l'anglais des affaires au Bryant & Stratton Business College, pour lequel il écrit un manuel. De 1937 à 1939, il est professeur d'anglais au State College of Washington, aujourd'hui l'Université d'État de Washington, où il rencontre et épouse Jayne Newcomer. En 1942, il obtient un doctorat. en anglais à l'Université de Chicago avec une thèse sur « Les débuts de la carrière d'Henry Adams ». Il commence ensuite à enseigner l'anglais à l'Université Northwestern, et est directeur du département de 1964 à 1966. À l'exception d'une chaire invitée à l'Université de Californie du Sud en 1966-67, il reste à Northwestern pendant toute sa carrière d'enseignant.
Après avoir pris sa retraite de Northwestern en 1971, Samuels se concentre exclusivement sur son écriture. Il est surtout connu pour sa biographie en 3 volumes d'Henry Adams (1948, 1958, 1964) pour laquelle il reçoit le prix Parkman, le prix Bancroft et le Prix Pulitzer de la biographie ou de l'autobiographie en 1965. et il est l'un des principaux rédacteurs du recueil en six volumes des lettres d'Henry Adams (1982, 1988). Il écrit également une biographie en deux volumes de Bernard Berenson (1979, 1987), qui est considérée comme « l'étude la plus faisant autorité et la plus complète » sur son sujet. Le premier volume est finaliste pour un National Book Award. Son épouse, Jayne Newcomer Samuels, l'aide dans la plupart de ses publications. Après avoir passé un an ensemble à I Tatti, à rechercher les archives de Berenson, elle co-édite Mary Berenson : A Self-Portrait from Her Diaries and Letters avec Barbara Strachey, la petite-fille de Mary Berenson, (1980).
Ernest et Jayne Samuels sont décédés à Evanston, Illinois, Ernest en 1996 et Jayne en 2013.

## Publications
- Samuels, Ernest, The Young Henry Adams (Harvard University Press, 1948)
- Samuels, Ernest, Henry Adams : The Middle Years (Harvard University Press, 1958)
- Samuels, Ernest, Henry Adams : The Major Phase (Harvard University Press, 1964)
- Samuels, Ernest, Henry Adams (Harvard University Press, 1989) (Abrégé des trois biographies ci-dessus)
- Samuels, Ernest, The Making of a Connoisseur (Harvard University Press, 1979)
- Samuels, Ernest, Bernard Berenson: The Making of a Legend (Harvard University Press, 1987)
- Adams, Henry, The Letters of Henry Adams (6 vol.) (Belknap Press, 1982, 1988) (éd. : JC Levenson, Ernest Samuels, Charles Vandersee, Viola Winner)
- Adams, Henry, Henry Adams : Selected Letters (Harvard University Press, 1992) (éd. Ernest Samuels)[6]

## Sources
- Bittner, David Professeur Ernest Samuels : éducateur juif pionnier qui a « brisé le dos » de l'élitisme académique (Western States Jewish History, automne 2013, vol. 46, numéro 1)[7]

- Leopold, « Ernest Samuels », Proceedings of the Massachusetts Historical Society, vol. 108,‎ 1996, p. 157–159 (JSTOR 25081120, lire en ligne)